# 角田竹冷

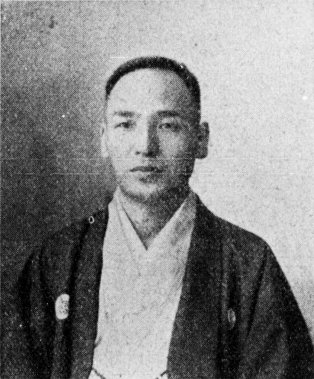
角田真平（竹冷）

角田 竹冷（つのだ／すみだ ちくれい、1857年8月4日（安政4年6月15日） - 1919年（大正8年）3月20日）は、明治・大正期の俳人・政治家。本名は真平（しんぺい）。駿河国加島（現静岡県富士市）生れ。東京に出て代言人（弁護士）となり、東京府会議員、東京市会議員、衆議院議員を歴任した。位階及び勲等は正六位、勲四等。

## 経歴
農業・角田彦右衛門の二男として生まれる。1874年（明治7年）に上京し法律学を修めた。1880年（明治13年）、代言人試験に合格した。東京府会議員、同副議長、神田区会議員、同議長、牛込区会議員、東京市会議員、同参事会員、東京市臨時市区改正局長兼水道局長などを歴任。
その他、跡見女学校理事、秀英舎取締役、中央窯業取締役、帝国劇場取締役、東京株式取引所理事などを務めた。1883年から1895年まで法廷で争われた相馬事件では錦織剛清側の弁護士として活躍した。
1892年（明治25年）に衆議院議員に当選（計7回当選）。1895年（明治28年）、39歳で尾崎紅葉、巖谷小波、森無黄、大野洒竹らとともに正岡子規と並ぶ新派の秋声会の創設に関わった。
1896年に『萬朝報』に、角田が人妻を襲った「代議士角田眞平の強姦姦通事件」と題した連載が34回にわたって掲載され、衆議院議員を辞職するに至ったが、1899年には府会議員、1901年には衆議院議員に復帰した。
1919年、脳溢血のため死去。行年64歳。墓所は麟祥院。
句集に『竹冷句鈔』（星野麦人編・大正9年）古俳諧の収集家としても知られ、その蔵書は現在東京大学総合図書館に「竹冷文庫」として蔵されている。

## 代表句
- 草餅や二つ並べて東山
- 水はりて春を田に見る日ざし哉
- 傘さして小舟出しけり春の海

## 親族
- 子息　俳人・角田竹涼など。
- 息女　萬代（第一銀行頭取・石井健吾弟孝の妻）など[6]。